# NGC 3009
NGC 3009 (również PGC 28303 lub UGC 5264) – galaktyka spiralna (Sc), znajdująca się w gwiazdozbiorze Wielkiej Niedźwiedzicy. Odkrył ją John Herschel 17 marca 1828 roku.
Ze względu na błąd podanej przez Herschela pozycji identyfikacja obiektu NGC 3009 nie jest pewna. Według najnowszych ustaleń astronomów, obiektem NGC 3009 zaobserwowanym przez Herschela jest raczej inna galaktyka w tej okolicy nieba – soczewkowata PGC 28330.